# Galumna lejeunei
Galumna lejeunei är en kvalsterart som beskrevs av František Starý 2005. Galumna lejeunei ingår i släktet Galumna och familjen Galumnidae. Inga underarter finns listade i Catalogue of Life.